# Subst

subst는 논리, 물리 드라이브의 경로를 가상 드라이브로 대체하는 도스 운영 체제 명령어이다. 옛날에는 보안에 민감한 PC의 숨겨진 드라이브를 드러내는 데 사용하였다. subst명령어는 윈도우 2000 이후의 명령 줄 인터프리터에서도 사용할 수 있다.

## 사용법
아래에는 윈도우 비스타의 명령 프롬프트에서 실행한 SUBST 도움말의 출력문이다:
```
Microsoft Windows [Version 6.0.6000]
(C) Copyright 1985-2005 Microsoft Corp.

C:\>subst /?
경로를 드라이브 문자로 지정합니다.

SUBST [드라이브1: [드라이브2:]경로]
SUBST 드라이브1: /D

  드라이브1:        경로에 지정할 가상 드라이브를 지정합니다.
  [드라이브2:]경로  가상 드라이브에 지정할 실제 드라이브와 경로를
                    지정합니다.
  /D                가상 드라이브를 지웁니다.

매개 변수를 지정하지 않고 SUBST를 사용하면, 현재의 가상 드라이브를 표시합니다.

C:\>

```

이를테면 C:의 루트를 X: 드라이브로 마운트하려면 명령 줄에 subst X: C:\라고 입력하면 된다. 이렇게 되면 탐색기에 X:라는 새로운 드라이브가 나타날 것이다.

## 제한
모든 윈도우 프로세스가 이러한 방법으로 드라이브 문자열을 사용할 수 있는 것은 아니다.

## 같이 보기
- 가상 드라이브

## 참조
1. ↑  마이크로소프트 문건